# Haliotis brazieri
Haliotis brazieri (em inglês honey abalone, mimic abalone, Brazier's abalone) é uma espécie de molusco gastrópode marinho pertencente à família Haliotidae. Foi classificada por Angas, em 1869. É nativa do sudoeste do oceano Pacífico, em águas rasas da Austrália.

## Descrição da concha
Haliotis brazieri apresenta concha arredondada e moderadamente funda, com lábio externo pouco encurvado e com pouco ou bem visíveis sulcos espirais (em Haliotis brazieri f. hargravesi Cox, 1869) em sua superfície, atravessados por estrias de crescimento. Chegam de 3 até 5 centímetros e são de coloração creme, com manchas de coloração laranja; podendo ser avermelhadas com estrias em zigue-zague de coloração verde. Os furos abertos na concha, geralmente em número de 4, são grandes e elevados. Região interna madreperolada, iridescente, apresentando o relevo da face externa visível. A sua superfície é geralmente muito bem camuflada com incrustantes crescimentos de organismos marinhos que tornam a sua detecção difícil.

## Distribuição geográfica
Haliotis brazieri ocorre em águas rasas da zona nerítica até os 40 metros de profundidade, geralmente abaixo de pequenas rochas, no sudoeste do oceano Pacífico, na costa sudeste da Austrália; entre o sul de Queensland e Nova Gales do Sul.